# Spiš

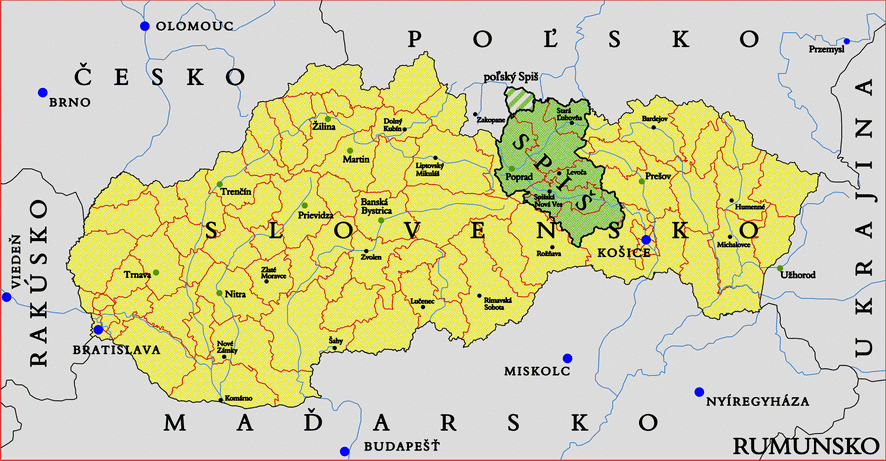
La posizione dello Spiš in Slovacchia.

Lo Spiš (in latino: Cips/Zepus/Scepus, in tedesco Zips, in ungherese Szepesség, in polacco Spisz) è una regione nel nord-est della Slovacchia, con una piccola estensione in territorio della Polonia (14 villaggi). Spiš è il nome non ufficiale del territorio, ma presente nell'elenco ufficiale dei 21 distretti turistici della Slovacchia. La regione non è una divisione amministrativa, ma lo è stata tra l'XI secolo e il 1918 nel Regno d'Ungheria, come comitato di Szepes.

## Geografia

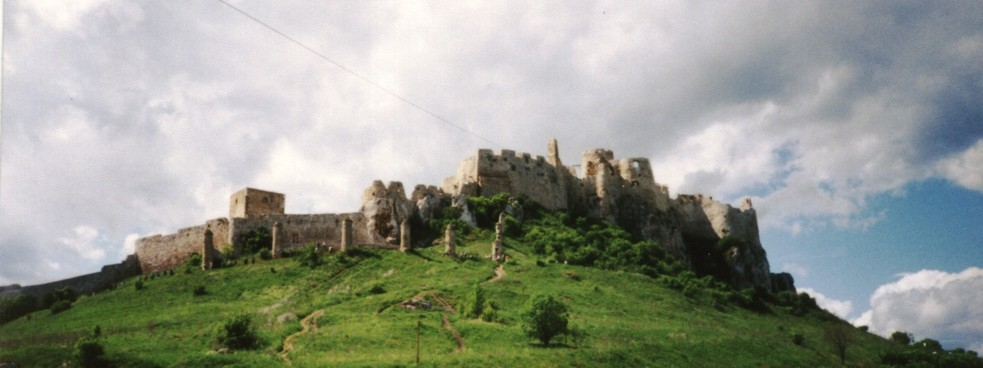
Il Castello di Spiš.

La regione è situata tra gli Alti Tatra e il fiume Dunajec al nord, la valle del fiume Váh all'ovest, i monti metalliferi slovacchi e il fiume Hnilec a sud, e una linea che corre dalla città di Stará Ľubovňa, attraverso i monti Branisko (sotto i quali scorre il tunnel di 4.822 m Tunnel Branisko), verso la città di Margecany a est. Il cuore di Spiš giace tra i bacini fluviali Hornád e Poprad, e i monti Alti Tatra. Il territorio era formato da foreste, nel XIX secolo era formato dal 42,2% di foreste.
Lo Spiš si divide convenzionalmente in tre subregioni:
- Basso Spiš (corrispondente agli attuali distretti di Spišská Nová Ves e di Gelnica)
- Medio Spiš (distretti di Levoča, di Poprad e la maggior parte del distretto di Kežmarok)
- Alto Spiš (distretti di Stará Ľubovňa e la parte nord-occidentale del distretto di Kežmarok)

## Storia

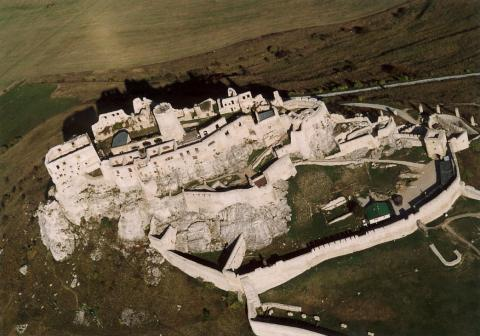
Fotografia aerea del Castello di Spiš.

Tracce della fondazione risalgono all'uomo di Neanderthal nei pressi di Gánovce e Bešeňová.
Il territorio dello Spiš fu popolato dai Celti. Appartenne poi alla Grande Moravia, e poi divenne parte della Polonia.
Il territorio meridionale venne conquistato dal Regno d'Ungheria alla fine dell'XI secolo, quando il confine del Regno finiva alla città di Kežmarok. Il Comitato di Szepes (comitatus Scepusiensis) fu creato nella seconda metà del XII secolo. Nel 1250 il confine del Regno d'Ungheria si spostò a nord a Podolínec e nel 1260 ancora più a nord (fiume Dunajec). Il territorio attorno a Hniezdne e Stará Ľubovňa, chiamato "districtus Podoliensis", fu incorporato solo nel 1290. Il confine a nord fu stabilito nel XIV secolo. Attorno al 1300, la regione reale divenne nobiliare.
Molte città di Spiš si svilupparono sotto il dominio tedesco. I tedeschi di Zips iniziarono a occupare il territorio nel XII secolo. I primi insediamenti furono miniere. Fino alla seconda guerra mondiale lo Spiš ebbe una popolazione prevalentemenete tedesca (Zipser) che parlava un tedesco dei Carpazi chiamato tedesco di Zips; ora, l'unica città germanofona è Chmeľnica (Hopgarten).
Nel 1412 con il Trattato di Lubowla, sedici città, due castelli e numerosi villaggi dello Spiš furono dati in pegno alla Polonia da Sigismondo di Lussemburgo per finanziare le guerre contro la Repubblica di Venezia in Dalmazia. Tra le città che per 360 anni appartennero alla Polonia ci sono Stará Ľubovňa, Podolínec, Spišská Sobota, Poprad e Spišská Nová Ves. Nel 1772 furono tutte annesse dall'Impero austro-ungarico come parte della spartizione della Polonia.
Nel 1868, 21 centri dello Spiš inviarono una petizione alla Dieta del Regno d'Ungheria, nota come "Petizione dello Spiš", richiedendo i diritti nazionali per gli Slovacchi.

### Lo Spiš dopo la creazione della Cecoslovacchia
Nel 1918 la regione divenne parte del nuovo Stato cecoslovacco e ciò fu confermato anche dal Trattato del Trianon del 1920. Una porzione del territorio dello Spiš, con la superficie di 195 km² nel 1902, dopo una disputa sul confine interno, era stata considerata una parte della Galizia, a quel tempo parte dell'Impero austro-ungarico). Dopo la prima guerra mondiale lo Spiš settentrionale fu unito alla Polonia e divenne oggetto di una lunga vertenza sui confini fra Polonia e Cecoslovacchia. Nel 1923 lo Spiš slovacco fu diviso fra la contea dei Tatra (Podtatranská župa) e la contea di Košice (Коšická župa). Dal 1928 al 1939 e dal 1945 al 1948 fu parte della regione Slovacca (Slovenská krajina).
Durante la seconda guerra mondiale, quando la Cecoslovacchia era divisa, lo Spiš era parte della Repubblica Slovacca indipendente, e comprendeva la parte orientale della contea dei Tatra (Tatranská župa). La Slovacchia era alleata con le potenze dell'Asse e la parte polacca dello Spiš, insieme con la parte polacca della contea di Orava, fu annessa dalla Slovacchia. Durante la guerra tutti gli ebrei della regione furono deportati o uccisi. Quando l'Armata Rossa avanzava da est verso lo Spiš alla fine del 1944, la maggior parte dei volksdeutsche, gli abitanti di lingua tedesca, fuggirono verso ovest, fra la metà di novembre del 1944 e il 21 gennaio 1945 (vedi anche Tedeschi dei Carpazi). Le loro proprietà furono confiscate dopo la guerra in forza dei Decreti Beneš.
Dopo la Seconda guerra mondiale furono ripristinati i confini prebellici dello Spiš, la maggior parte della regione tornò a essere parte della Cecoslovacchia e il resto tornò alla Polonia. Nel 1948 lo Spiš fu incluso nella Regione di Košice (Košický kraj ) e nella Regione di Prešov (Prešovský kraj), i cui confini erano completamente differenti da quelli delle omonime regioni odierne. Dal luglio del 1960, a seguito della riforma amministrativa, divenne parte della Regione della Slovacchia Orientale (Východoslovenský kraj), che cessò di esistere nel settembre del 1990.
Nel 1993, la Cecoslovacchia si divise e lo Spiš divenne parte della Slovacchia.

## Nazionalità
Secondo i censimenti del Regno d'Ungheria effettuati nel 1869 (e poi nel 1900 e nel 1910) la popolazione del comitato di Szepes era così ripartita fra le varie nazionalità: Slovacchi 50,4%, (58,2%, 58%), Tedeschi 35% (25%, 25%), Ruteni 13,8% (8,4%, 8%) e Magiari 0,7% (6%, 6%).
La composizione etnica attuale è comunque molto diversa. Molti ebrei e volksdeutsche non sono più presenti dopo la Seconda guerra mondiale.
Lo Spiš odierno ha numerosi insediamenti rom e i rom costituiscono un'importante minoranza.
Sono presenti anche 40 000-48 000 gorali. Sebbene siano presenti in numero esiguo, sono una minoranza culturalmente importante, parlano - specialmente i più anziani - un dialetto del polacco, o meglio il loro dialetto è un anello del continuum linguistico tra slovacco e polacco, Si considerano Slovacchi e parlano per lo più in slovacco. Secondo il censimento slovacco del 2011 solo 3084 Polacchi vivono in Slovacchia.

## Economia
Storicamente, l'attività economica della regione era basata soprattutto sull'agricoltura e sulla silvicoltura (e in precedenza anche sull'estrazione mineraria), il che spiega perché lo Spiš è fra le regioni più povere della Slovacchia. Tuttavia, il turismo ha aiutato significativamente l'economia della regione a partire dalla seconda metà del XIX secolo quando furono stabiliti qui alcuni sanatori; successivamente gli Alti e i Bassi Tatra divennero noti centri per gli sport invernali, accanto cui sorgono aree di elevata bellezza naturalistica, come il Paradiso slovacco (Slovenský raj) e il Parco nazionale Pieniny presso il confine polacco; richiamano visitatori anche siti storici, come il grande Castello di Spiš e i vicini borghi di Spišské Podhradie, Spišská Kapitula, Žehra, nonché la città di Levoča, che formano insieme un Patrimonio dell'umanità dell'UNESCO; visitate sono anche Kežmarok e Stará Ľubovňa, con il suo castello. Lo sviluppo del turismo nello Spiš si è sviluppato rapidamente, aiutato da voli diretti all'aeroporto di Poprad e da migliorati collegamenti ferroviari e stradali.

## Lo Spiš oggi
Lo Spiš è oggi uno dei 21 comprensori turistici della Slovacchia, sebbene non costituisca più una regione amministrativa. 
Dal 1996, lo Spiš è diviso fra la Regione di Košice e la Regione di Prešov e approssimativamente coincide con il territorio di sei distretti: Poprad, Kežmarok, Stará Ľubovňa, Spišská Nová Ves, Levoča e Gelnica; fanno eccezione la parte orientale del distretto di Stará Ľubovňa, che è parte della regione tradizionale di Šariš e due comuni del distretto di Poprad, Štrba e Liptovská Teplička, che fanno parte della regione tradizionale di Liptov.
La popolazione dello Spiš conta circa 320 000 unità; circa metà vive in centri urbani, fra i più popolosi sono Poprad (55 000), Spišská Nová Ves (39 000) e Kežmarok (17 000).